# Křižák rudohnědý
Křižák rudohnědý (Larinioides ixobolus) je pavouk z čeledi křižákovití (Araneidae) a rodu Larinioides.

## Výskyt
Je druhem palearktické oblasti, žije především v nižších a středních polohách. V rámci Česka je rozšířen skrze celé území, při vynechání horských oblastí. Jako primární místo výskytu jsou uváděny lužní lesy. Tento druh je často vázán na vodní zdroje, nicméně ne tak striktně jako jiné druhy pavouků z rodu Larinioides. Může se vyskytovat synantropně.
Dospělce lze vyjma chladných měsíců objevit prakticky celoročně. Pavouk tká kruhové sítě, jež jsou velké, ale většinou slabé. Spoléhá se především na noční lov, potravou mu je létavý hmyz.

## Popis

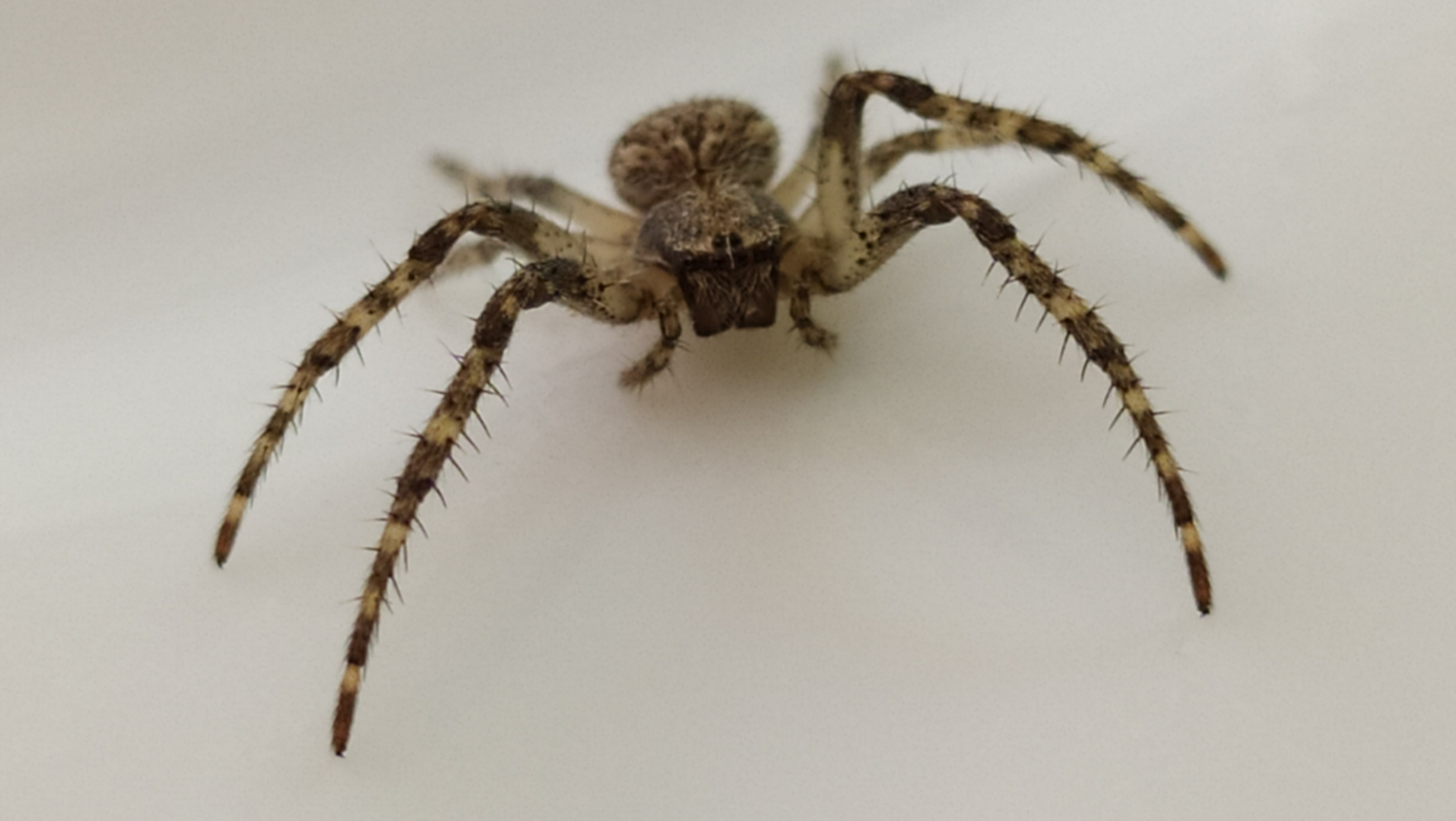
Čelní pohled

Samice dosahuje velikosti 12–15 mm, samec je o něco menší, 8–11 mm dlouhý. Zbarvení obecně není příliš kontrastní. Křižák rudohnědý se vyznačuje hnědavou hlavohrudí, s bělavým ochlupením ve tvaru dopředu otevřeného písmene V uprostřed a bíle obroubeným okrajem. Zadeček je šedě až rudohnědě zbarvený, má oválný tvar a je svrchu zploštělý. Laločnatá skvrna uprostřed zadečku, folium, bývá o něco tmavší, z obou stran ji ohraničuje výrazné vlnkování. Končetiny jsou zbarveny výrazným příčným kroužkováním.
Křižák rudohnědý bývá často zaměňován s křižákem podkorním (Nuctenea umbratica), lze je však od sebe rozlišit odlišným zbarvením končetin a vzhledem folia, jež je v případě křižáka podkorního tmavé a lesklé. Křižák mostní (Larinioides sclopetarius) se od křižáka rudohnědého odlišuje kontrastnějším zbarvením, křižák keřový (L. patagius) absencí vidličnatého vzoru z bílých chloupků na hlavohrudi.